# Primera División de Islas Cook 2022
La Primera División de Islas Cook 2022 fue la edición 49 de la Primera División de Islas Cook. La temporada comenzó el 3 de septiembre y terminó el 26 de noviembre.

## Participantes
- Avatiu FC
- Matavera FC
- Nikao Sokattack FC
- Puaikura FC
- Titikaveka FC
- Tupapa Maraerenga FC

## Desarrollo

### Clasificación
| Pos. | Equipo                   | Pts. | PJ | G | E | P  | GF | GC | Dif. | Clasificación 2022     |
| ---- | ------------------------ | ---- | -- | - | - | -- | -- | -- | ---- | ---------------------- |
| 1    | Tupapa Maraerenga FC (C) | 27   | 10 | 9 | 0 | 1  | 48 | 8  | +40  | Liga de Campeones 2023 |
| 2    | Nikao Sokattack FC       | 23   | 10 | 7 | 2 | 1  | 36 | 6  | +30  |                        |
| 3    | Avatiu FC                | 18   | 10 | 5 | 3 | 2  | 16 | 10 | +6   |                        |
| 4    | Titikaveka FC            | 10   | 10 | 3 | 1 | 6  | 19 | 38 | −19  |                        |
| 5    | Matavera FC              | 9    | 10 | 3 | 0 | 7  | 18 | 29 | −11  |                        |
| 6    | Puaikura FC              | 0    | 10 | 0 | 0 | 10 | 7  | 53 | −46  |                        |

 Fuente: Soccerway

### Resultados

##### Jornadas 1 a la 10
| Local \ Visitante    | AVA | MAT  | NIK  | PUA | TIT | TUP |
| -------------------- | --- | ---- | ---- | --- | --- | --- |
| Avatiu FC            | —   | 1–0  | 2–2  | 6–0 | 0–0 | 1–3 |
| Matavera FC          | 1–2 | —    | 2–3  | 4–1 | 1–0 | 0–3 |
| Nikao Sokattack FC   | 0–0 | 3–0  | —    | 6–0 | 6–0 | 0–2 |
| Puaikura FC          | 1–2 | 1–7  | 0–4  | —   | 0–8 | 2–6 |
| Titikaveka FC        | 0–1 | 5–3  | 0–10 | 4–2 | —   | 2–8 |
| Tupapa Maraerenga FC | 3–1 | 10–0 | 0–2  | 6–0 | 7–0 | —   |

| Bandera de Islas Cook                      |
| Campeón Tupapa Maraerenga FC. 17.mo título |